# Family Planning
Pour plus de détails, voir Fiche technique et Distribution.
Family Planning est un court métrage documentaire d'animation réalisé par Les Clark pour les studios Disney et sorti en 1967.

## Fiche technique
- Titre original : Family Planning
- Réalisation : Les Clark
- Scénario : William Bosché
- Direction artistique : Kendall O'Connor
- Animation : Jack Boyd, Bill Keil, Cliff Nordberg et Art Stevens
- Musique: Buddy Baker
- Production : Walt Disney ; Ken Peterson (producteur associé)
- Société de production : Walt Disney Productions
- Société de distribution : Buena Vista Distribution Company
- Pays :   États-Unis
- Langue : anglais
- Format : couleur (Technicolor) - 35 mm - 1,37:1 - son mono (RCA Sound System)
- Durée : 11 minutes
- Dates de sortie : 
  - États-Unis[1] : 1er décembre 1967

## Distribution

### Voix originales
- Paul Frees : le narrateur
- Clarence Nash : Donald